# Pavel Kozina
Pavel Kozina, slovenski zborovodja, pevski pedagog, pisec in glasbeni kritik, * 6. januar 1878, Ljubljana, † 16. februar 1945.
Kozina je doktoriral leta 1903 na Dunaju iz filozofije, leta 1910 pa je opravil državni izpit iz solopetja. V Ljubljani je poučeval na gimnaziji kot gimnazijski profesor in pevski pedagog. Leta 1921 je ustanovil zasebno pevsko šolo. Kot zborovodja se je najbolj uveljavil s pevskim kvartetom. V člankih je pogosto obravnaval vprašanja iz slovenske glasbene kulture. Priobčeval je tudi kritike. Objavil je več knjig s pevsko tematiko in uredil 2. zvezka napevov Jurija Fleišmana.

## Dela
- Pevska šola I (1922)
- Pevska šola II (1923)